# Пауль Феєрштейн
Пауль Феєрштейн (люксемб. Paul Feierstein; нар. 27 січня 1903, Нідеркорн — пом. 5 травня 1963, Дюделанж) — люксембурзький футболіст, який грав на позиції захисника. Відомий за виступами у складі клубу «Ред Бойз Дифферданж» та у складі збірної Люксембургу. По закінченні виступів на футбольних полях — люксембурзький футбольний тренер, був головним тренером збірної Люксембургу, очолював збірну на літніх Олімпійських іграх 1936 року.

## Біографія
Пауль Феєрштейн народився в місті Нідеркорн. На клубному рівні грав за команду «Ред Бойз Дифферданж». У 1924—1931 роках Феєрштейн грав також у складі національної збірної Люксембургу, у грав у складі збірної на літніх Олімпійських іграх 1924 року та літніх Олімпійських іграх 1928 року.
Після завершення виступів на футбольних полях Пауль Феєрштейн став футбольним тренером. У 1933—1948 році він був головним тренером збірної Люксембургу, очолював збірну на літніх Олімпійських іграх 1936 року в Берліні.
Помер Пауль Феєрштейн у 1963 році в місті Дюделанж.